# Skrzynki (osada leśna w powiecie włocławskim)
Skrzynki – osada leśna w Polsce położona w województwie kujawsko-pomorskim, w powiecie włocławskim, w gminie Baruchowo.
W latach 1975–1998 miejscowość położona była w województwie włocławskim.